# Francisco Marco (torero)
Francisco Marco Oyarzábal (Estella, Navarra, 16 de abril de 1978) es un torero retirado español.

## Biografía
Pese a nacer en el municipio navarro de Estella, vivió desde su infancia en Santoña, Cantabria. Tomó la alternativa en la plaza de toros de Santander el 26 de junio de 1999, siendo su padrino Curro Romero y con José Tomás como testigo, con toros de Sánchez Arjona. El 18 de junio de 2006 confirmó la alternativa en Las Ventas, con  Carlos Escolar «Frascuelo» de padrino y Óscar Higares de testigo, con toros de El Serrano. Estuvo en Pamplona de manera ininterrumpida desde el año 2000. En 2011 confirmó alternativa en la Monumental de México, siendo el primer torero de a pie navarro en hacerlo. En 2016 anunció su retirada de los ruedos tras 17 años de alternativa y 25 desde que se vistiera como novillero, habiendo cortado ese año dos orejas a un Miura en Tafalla.